# Kamikaze (Lied)
Kamikaze ist ein Lied des US-amerikanischen Rappers Eminem, das am 31. August 2018 auf seinem gleichnamigen zehnten Studioalbum Kamikaze veröffentlicht wurde.

## Inhalt
Eminem rappt im Song, dass er sich im Stil eines Kamikaze-Pilots in alles und jeden hineinstürzen werde, der ihn kritisiert. Im Refrain vergleicht er sein letztes Album Revival mit seinem Lied Fack, welches von vielen Fans als eines seiner schlechtesten Werke angesehen wird. In der zweiten Strophe erwähnt Eminem Dr. Dre und vergleicht ihn mit dem Doktor aus dem Roman Frankenstein. Dr. Dre habe ihn geschaffen, so wie der Doktor Frankenstein geschaffen habe. Eminem spricht auch über die Vermutungen, dass er nur berühmt geworden sei, weil er weiß ist. Diese Vermutung kontert er damit, dass andere weiße Rapper nicht so viel verkauft haben wie er. Allerdings kommen bei Eminem auch einige Zweifel auf: Er wisse nicht, ob er diesen Kamikazeangriff auf die Rapszene überleben werde.

## Produktion
Der Beat des Liedes wurde von dem Musikproduzent Tim Suby produziert, wobei Eminem die ergänzende Produktion übernahm. Der Song enthält auch Interpolationen des Stücks I’m Bad des Rappers LL Cool J sowie von Eminems Track Fack.

## Kommerzieller Erfolg

### Chartplatzierungen
| ChartsChartplatzierungen       | Höchstplatzierung | Wochen |
| ------------------------------ | ----------------- | ------ |
| Deutschland (GfK)              | 53 (2 Wo.)        | 2      |
| Österreich (Ö3)                | 31 (2 Wo.)        | 2      |
| Vereinigte Staaten (Billboard) | 16 (3 Wo.)        | 3      |

### Auszeichnungen für Musikverkäufe
| Land/Region                  | Auszeichnungen für Musikverkäufe (Land/Region, Auszeichnung, Verkäufe) | Verkäufe |
| ---------------------------- | ---------------------------------------------------------------------- | -------- |
| Australien (ARIA)            | Platin                                                                 | 70.000   |
| Brasilien (PMB)              | Gold                                                                   | 20.000   |
| Vereinigte Staaten (RIAA)    | Gold                                                                   | 500.000  |
| Vereinigtes Königreich (BPI) | Silber                                                                 | 200.000  |
| Insgesamt                    | 1× Silber · 2× Gold · 1× Platin ·                                      | 790.000  |

Hauptartikel: Eminem/Auszeichnungen für Musikverkäufe